# 임유진 (1974년)
임유진(1974년 ~ )은 대한민국의 뮤지컬 배우 겸 영화배우이다.

## 생애
1993년 뮤지컬 배우로 첫 데뷔하였고 1997년 영화 《깊은 슬픔》의 조연으로 영화배우 데뷔하였다.

## 학력
- 서울신학대학교 교회음악학과 학사

## 출연작

### 뮤지컬
- 1993년 《포기와 베스》 ... 베스 역(여자 주인공)

### 영화
- 1997년 《깊은 슬픔》 ... 유정
- 2001년 《꽃섬》 ... 유진 역
- 2012년 《모크샤》 ... 우는 여자역

### 텔레비전 드라마/텔레비전 시트콤
- 1998년 KBS 《야망의 세월》
- 1998년 MBC 《육남매》
- 1998년 SBS 《7인의 신부》
- 1998년 MBC 《내일을 향해 쏴라》
- 1999년 MBC 《국희》
- 2000년 SBS 《왕룽의 대지》
- 2000년 MBC 《시트콤 세 친구》
- 2002년 EBS 《역사탐구 과거와의 대화》
- 2003년 MBC 《실화극장 죄와 벌》
- 2006년 KBS 《서울 1945》
- 2007년 MBC 《문희》
- 2012년 OCN 《히어로》

### 라디오 프로그램
- 2015년 EBS FM 《EBS 책 읽는 라디오 낭독 시리즈》